# Perittostema
- Commons
- Wikispecies

Perittostema é um gênero de plantas pertencente à família Boraginaceae.